# Mar Assia al-Hakimkerk

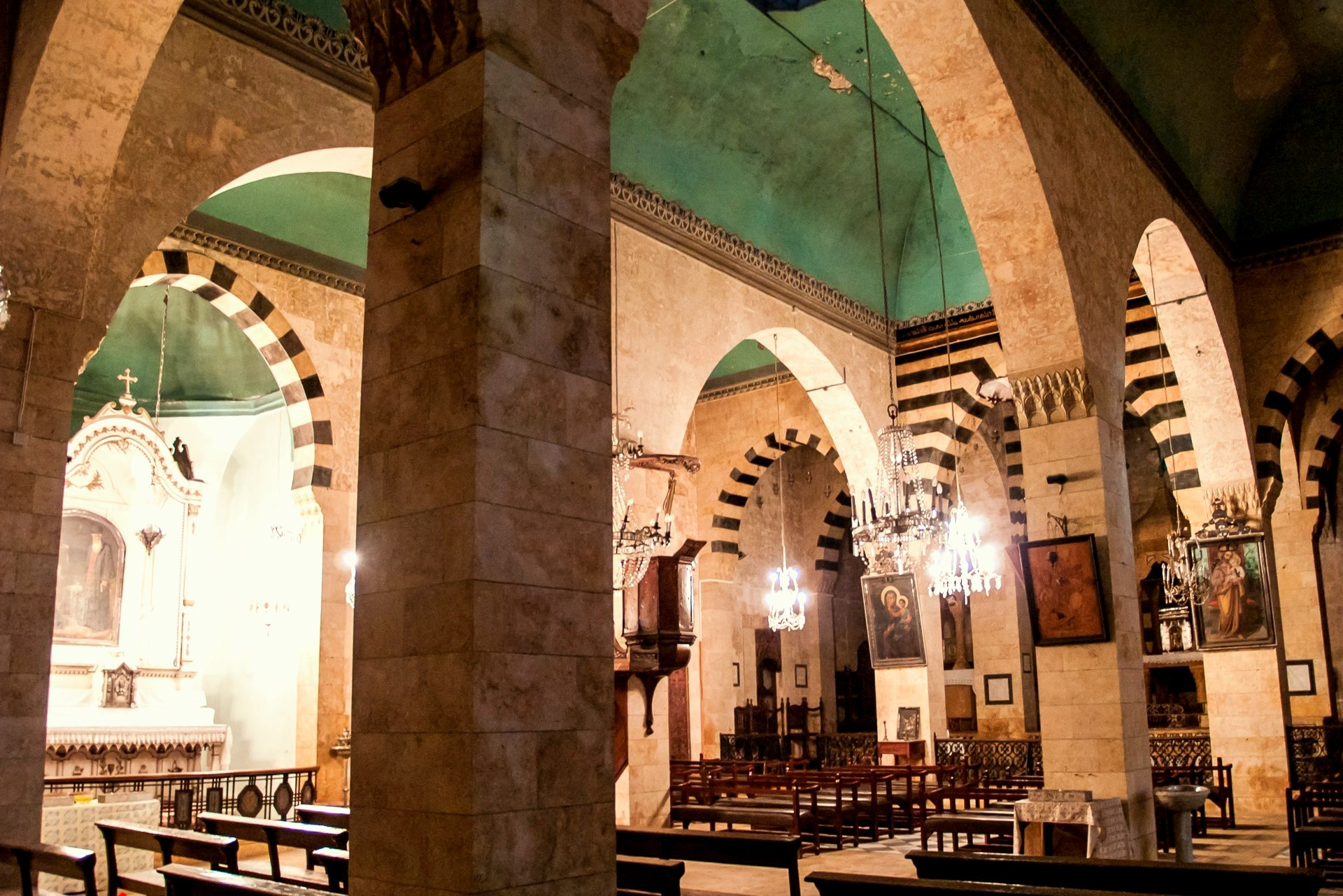
Mar Assia al-Hakimkerk in Aleppo; binnenzicht voor de Slag om Aleppo

De Mar Assia al-Hakimkerk (16e eeuw) in de stad Aleppo (Syrië) behoort toe aan de Syrisch-Katholieke Kerk. De kerk is toegewijd aan de heilige Assia, vereerd in Syrië en Mesopotamië. 

## Historiek
De kerk werd gebouwd in de jaren 1500 toen het nog toebehoorde aan de Syrisch-Orthodoxe Kerk van Antiochië. Sinds die tijd is de Antiocheense ritus er onafgebroken uitgevoerd. Vanaf de 18e eeuw scheurde een deel van dit Syrische patriarchaat zich af en sloot zich aan bij de Roomse Kerk. Dit werd de Syrisch-Katholieke Kerk. In 1755 vaardigde paus Benedictus XIV immers uit dat Syriërs die zich aansloten bij Rome hun Antiocheense ritus mochten behouden. Sinds de 17e en 18e eeuw deden meer en meer Westerse handelaars Aleppo aan, een drukke handelsstad waar de karavanen halt hielden. Westerse handelsdelegaties brachten ook Rooms-katholieke priesters in de stad.
In 1773 deed het bisdom Aleppo de stap naar het Rooms gezag. Het ging om bisschop Ignazio Michele Giarva die Roomsgezind was, zoals nog andere prelaten in het patriarchaat van Antiochië. Giarva volgde de overleden bisschop Georg III van Aleppo op die zich heel zijn leven verzet had tegen toenadering tot Rome. Van de 18e eeuw tot 1970 was de kerk de bisschopszetel van de Syrisch-Katholieke bisschop van Aleppo; de kerk droeg toen de naam van Onze-Lieve-Vrouwekathedraal van Syrië. In 1970 werd een nieuwe kathedraal in Aleppo ingewijd, namelijk de Onze-Lieve-Vrouw-ten-Hemelopnemingkathedraal.
Sinds 1970 draagt de ex-kathedraal de naam Mar Assia al-Hakimkerk. De kerk is als deel van de oude stad Unesco Werelderfgoed. Zij werd beschadigd tijdens de Slag om Aleppo (2012-2016).